# Vía Christi en Junín de los Andes
Vía Christi en Junín de los Andes (Caminho de Cristo) é um parque temático localizado na cidade argentina de Junín de los Andes. 
Uma das atrações turísticas da região, o parque apresenta um circuito, ou via, de aproximadamente 2 quilometros, composto por 17 estações (15 com esculturas), representando e contando a história de Jesus Cristo.

## Estações
Com esculturas que representam a vida do filho do Deus católico a partir de um design contemporâneo e rodeado por personagens como São Francisco de Assis, Gandhi, padre Carlos Mugica, Martin Luther King, Madre Teresa, Laura Vicuña, entre outro. As obras são assinadas pelo artista e arquiteto, Alejandro Santana.
- Atração 1: Cerro de la Cruz;
- Estação 2: Jesús enseña las bienaventuranzas;
- Estação 3: Jesús y los niños;
- Estação 4: Jesús multiplica los panes y los peces;
- Estação 5: Jesús cura al ciego de nacimiento;
- Estação 6: Jesús lava los pies de sus discípulos;
- Estação 7: Jesús en el huerto de Getsemaní;
- Estação 8: Jesús es traicionado por Judas;
- Estação 9: Jesús es flagelado;
- Estação 10: Jesús carga con la cruz;
- Estação 11: Jesús es despojado de sus ropas;
- Estação 12: Jesús, María y Juan, el amado;
- Estação 13: Jesús es bajado de la cruz;
- Estação 14: Jesús resucita;
- Estação 15: Jesús se encuentra con María Magdalena;
- Estação 16: Jesús envía a los discípulos (com Maria eo Espírito Santo). Jesus eo juízo para as nações;
- Atração 17: Cruz blanca. Cruz branca feita pelos colonos em 1950.